# 達德利維爾 (阿拉巴馬州)
達德利維爾（英語：Dudleyville）是位於美國阿拉巴馬州塔拉普薩縣的一個非建制地區。該地的面積和人口皆未知。

## 地理
達德利維爾的座標為32°54′54″N 85°36′00″W / 32.91500°N 85.60000°W，而該地的平均海拔高度為226米（即741英尺）。